# Palabras de Opotón el viejo
Palabras de Opóton el Viejo (en catalán: Paraules d'Opòton el Vell) es una novela de Avel·lí Artís-Enero «Tísner», publicada por primera vez en 1968.

## Contexto

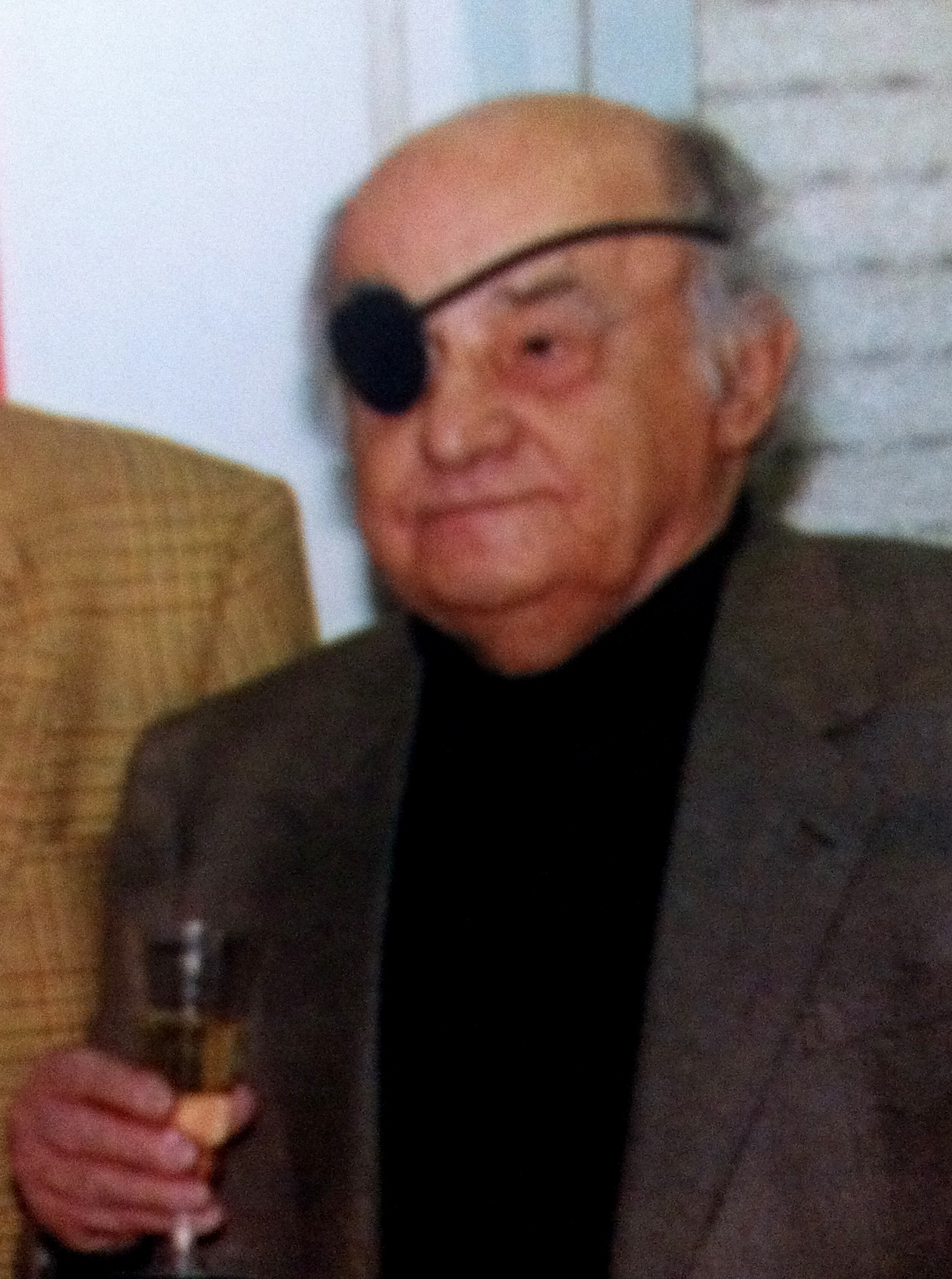
Avel·lí Artís-Gener.

El libro, elaborado a lo largo de trece años, refleja el estilo renovador y lúdico de Tísner, por lo que se ha constituido en uno de los más entrañables y emotivos de la literatura catalana contemporánea. Esta obra fue posible dado el intenso trabajo de documentación antropológica, lingüística y geográfica que hizo el autor sobre el mundo americano inmediatamente anterior a la conquista española. Un trabajo que se arraiga en el profundo cariño que el escritor sentía por México, el país al que tuvo que trasladarse al iniciar el exilio. Tísner, por medio del libro, propone una reflexión inteligente sobre el centrismo de los universos culturales y la esterilidad de las conquistas armadas que es, al mismo tiempo, una novela irónica y plenamente vigente.

## Contenido de la obra
En Palabras de Opóton el Viejo, Tísner propone una mirada más justa y ecuánime en la relación entre americanos e hispanos. El contraste entre los dos mundos divididos por el océano Atlántico es tratado con ingenio, humor y ternura que no oculta ni la parodia ni la crítica de la historia del «descubrimiento de América». Tísner finge haber traducido del náhuatl el manuscrito de Opóton, un viejo azteca, que escribió una crónica en la que narra la aventura de los tres mil setecientos aztecas que buscando el dios Quetzalcóatl descubrieron la península ibérica. Los indios encuentran escandalosas las costumbres de aquella gente, sus hábitos absurdos, su impudicia, al igual que tiempo después pasó a los españoles en el viaje de Cristóbal Colón, el único mencionado por la historia oficial.
La novela, aprovecha la verdadera historiografía del descubrimiento, y juega hábilmente con los sobreentendidos de sus lectores. El libro Palabras de Opóton el viejo, además de ser una parodia de Colón y la conquista de América, simboliza la posibilidad de acercarse a la realidad de otras culturas con un espíritu más tolerante y positivo. La personalidad de Tísner se manifiesta a menudo a través del protagonista, que muestra un gran interés en las lenguas, en las etimologías, los topónimos y los nombres propios de «Astlán», que es como los aztecas denominan a Galicia cuando la descubren.
Opóton, el azteca, contempla este nuevo mundo e intenta explicarse y describir una civilización que se resiste a considerar como tal. Las observaciones y los juicios de Opóton son sorprendentes. La novela nace como crónica de Indias invertida y, al mismo tiempo, aprovecha la tradición de las crónicas catalanas medievales. 